# Tenaris
Tenaris — транснациональная компания, производитель бесшовной и сварной стальной трубной продукции, также компания занимается сервисным обслуживанием, снабжением и дистрибуцией своей продукции для нефтегазовой, топливно-энергетической и машиностроительной отраслей промышленности. Tenaris — дочерняя компания аргентинской группы Techint. Штаб-квартира находится в Люксембурге.

## История
Компания Tenaris была зарегистрирована в Люксембурге 17 декабря 2001 года. В декабре 2002 года акции компании были размещены на фондовых биржах Нью-Йорка, Мексики и Милана. В 2004 году была куплена компания Silcotub в Румынии, а в 2005 году — Hylsa в Мексике. В 2006 году была поглощена Maverick Tube Corporation с предприятиями в США, Канаде и Колумбии.
В 2007 году Tenaris приобрела Hydril. В апреле 2008 года было продано подразделение оборудования для контроля давления, его купила General Electric Oil and Gas. Также в 2008 году был открыт завод в Циндао (КНР) по производству резьбовых соединений. В 2018 году была куплена доля в Saudi Steel Pipe, крупном производителе труб в Саудовской Аравии.
В 2020 году была завершена сделка по приобретению компании IPSCO, американского филиала Трубной металлургической компании.

## Руководство
Паоло Рокка (Paolo Rocca, род. в 1952 году) — председатель совета директоров и генеральный директор, также возглавяет компанию Techint и является её владельцем (вместе с братом Джанфеличе Рокка).

## Деятельность
Предприятия компании производят стальные трубы, включая обсадные трубы для нефтяных и газовых скважин, трубы для нефте- и газопроводов, холоднокатанные трубы для различных отраслей промышленности, фитинги и другие комплектующие. Также предоставляет услуги по доставке труб и прокладке трубопроводов.
Номинальная производительность предприятий в 2023 году составляла 4,49 млн т стальных заготовок, 4,68 млн т бесшовных труб и 4,19 млн т сварных труб; фактическое производство за год составило 3,73 млн т заготовок, 3,19 млн т бесшовных труб и 0,95 млн т сварных труб.
Выручка за 2023 год составила 14,87 млрд долларов, её распределение по регионам: Северная Америка — 53 %, Южная Америка — 22 %, Европа — 7 %, Азия, Ближний Восток и Африка — 18 %. Главными рынками для компании были США (39 % выручки), Аргентина (15 %), Мексика, Канада, Саудовская Аравия и Бразилия. В компании работало более 29 тыс. человек, из них 7,5 тыс. в Мексике, 6,3 тыс. в Аргентине, 3,9 тыс. в США, 2,2 тыс. в Италии, 1,9 тыс. в Румынии, 1,6 тыс. в Индонезии, 1,5 тыс. в Бразилии, 1,2 тыс. в Канаде, 1,1 тыс. в Колумбии, 0,8 тыс. в Саудовской Аравии.

## Дочерние компании
Основные дочерние компании и стратегические доли но состоянию на 2023 год:
- Siat S.A., производитель сварных труб, Аргентина;
- Tamsa, производитель бесшовных труб, Мексика;
- Dalmine S.p.A., производитель бесшовных труб, Италия;
- Confab, производитель сварных труб, Бразилия;
- Algoma Tubes Inc., производитель сварных и бесшовных труб, Канада;
- S.C. Silcotub S.A., производитель бесшовных труб, Румыния;
- Maverick Tube Corporation, производитель сварных и бесшовных труб, США;
- Tenaris TuboCaribe Ltda., производитель сварных и бесшовных труб, Колумбия;
- Hydril, производитель фитингов для нефтегазовой отрасли, США;
- PT Seamless Pipe Indonesia Jaya, обработка труб для нефтегазовой отрасли, Индонезия, 89 %;
- Tenaris Qingdao Steel Pipes Ltd., производитель фитингов и других комплектующих, КНР;
- Pipe Coaters Nigeria Ltd., обработка труб, Нигерия;
- Tenaris Bay City Inc., производитель бесшовных труб, США;
- Saudi Steel Pipe Company, производитель сварных труб, Саудовская Аравия, 48 %;
- IPSCO, производитель сварных и бесшовных труб, США;
- Tenaris Baogang Baotou Steel Pipes, Ltd., производитель фитингов, КНР, 60 %;
- Global Pipe Company, производитель сварных труб, Саудовская Аравия;
- Bredero Shaw International BV, обработка труб, Нидерланды.
- Exiros B.V., торговля трубами, Нидерланды, 50 %.
- Ternium, производитель стального листа, США, 11 %;
- Usiminas, производитель стального листа, Бразилия, 9,8 %;
- Techgen, электростанция, Мексика.